# Stephen Turnbull
Stephen Richard Turnbull (6 febbraio 1948) è uno storico e scrittore britannico, specializzato nella cultura e nella religione giapponese. È autore di quasi 80 libri nel campo della storia militare e religiosa. Secondo il suo editore principale Osprey Publishing, è la principale autorità mondiale in lingua inglese sul Giappone medievale e sui samurai.

## Biografia
Stephen Turnbull si laureò inizialmente all'Università di Cambridge. In seguito ricevette un Master of Arts in teologia e un altro in storia militare dall'Università di Leeds. Infine, nel 1996 discusse una tesi di dottorato storia religiosa giapponese presso la stessa Università di Leeds, il cui argomento verteva sui Kakure Kirishitan (隠れキリシタン), i cristiani nascosti in Giappone durante il periodo dell'interdizione del cristianesimo. Questa tesi fu pubblicata, nel 1998, sotto il titolo The Kakure Kirishitan of Japan: A Study of Their Development, Beliefs and Rituals to the Present Day, vincendo il Japan Festival Literary Award nello stesso anno.
Dopo aver insegnato studi e teologia est asiatici all'Università di Leeds, è ora in pensione ed è lettore onorario a Leeds, ricercatore associato alla School of Oriental and African Studies (SOAS) dell'Università di Londra e professore in visita all'Università internazionale di Akita. Gestisce inoltre una biblioteca di immagini a pagamento chiamata Japan Archive.
Turnbull fece parte del comitato editoriale della rivista di breve dura Medieval History Magazine (2003-2005), che era pubblicata in associazione con il Royal Armouries. Fu consulente per il popolare videogioco Shogun: Total War e anche per il suo fortunato seguito Total War: Shogun 2, entrambi prodotti da The Creative Assembly, nonché consulente storico per il film di Hollywood 47 Ronin con Keanu Reeves (peraltro pesantemente stroncato dalla critica).

## Opere scelte
- 1979 – https://books.google.com/books?id=Ny10prnQPuQC[collegamento interrotto], Londra, Osprey Publishing. ISBN 978-0-85045-302-7; OCLC 6489751
  - reprinted by Osprey, 2003: OCLC 225518299
- 1980 – https://books.google.com/books?id=RKMOeKP7rOgC[collegamento interrotto], Oxford, Osprey Publishing. ISBN 978-0-85045-372-0
- 1982 – The Book of the Samurai, Leicester, Inghilterra, Magna Books. ISBN 978-0-948509-30-8; OCLC 15875673
- 1985 – The Book of the Medieval Knight, Londra, Arms and Armour Press. ISBN 978-0-85368-715-3; OCLC 12501653.
- 1987 – https://books.google.com/books?id=Sr6bHQAACAAJ&dq=Samurai+Warriors[collegamento interrotto], Poole, Dorset, Blandford Press. ISBN 978-0-7137-1767-9; OCLC 17551861
- 1989 – https://books.google.com/books?id=fkqpGwAACAAJ[collegamento interrotto], Londra, Blandford. ISBN 978-0-7137-2003-7; OCLC 22628902
- 1991 – Ninja: The True Story of Japan's Secret Warrior Cult, Poole, Dorset, Firebird Books. ISBN 978-1-85314-109-6; OCLC 24701255
- 1996 – The Samurai: A Military History, Londra, Routledge. ISBN 978-1-873410-38-7
- 1997 – https://books.google.com/books?id=cKfFHAAACAAJ[collegamento interrotto], Londra, Arms and Armour Press. ISBN 978-1-85409-432-2; OCLC 38030598
- 1998 – https://books.google.com/books?id=fg3wHAAACAAJS[collegamento interrotto], Londra, Arms & Armour Press. ISBN 978-1-85409-371-4; OCLC 60220867
  - ristampato da Cassell, Londra, 2000. ISBN 978-1-85409-523-7; OCLC 59400034
- 2000 – https://books.google.com/books?id=xFaCvUTWEI0C[collegamento interrotto], Oxford, Osprey Publishing. ISBN 978-1-85532-619-4
- 2001 – https://books.google.com/books?id=bOCBLqWoMMsC[collegamento interrotto], Oxford, Osprey Publishing. ISBN 978-1-84176-149-7
- 2001 – The Knight Triumphant: The High Middle Ages, 1314–1485, Londra, Cassell. ISBN 978-0-304-35971-4; OCLC 51108644
- 2002 – https://books.google.com/books?id=1Aj9_o4zT1EC[collegamento interrotto], Oxford, Osprey Publishing. ISBN 978-1-84176-304-0
- 2002 – https://books.google.com/books?id=WAd1HgAACAAJ&dq=Samurai+Invasion:+Japan%27s+Korean+War[collegamento interrotto], Londra, Cassell. ISBN 978-0-304-35948-6
- 2002 – https://books.google.com/books?id=tYnqTBN19TYC[collegamento interrotto], Oxford, Osprey Publishing. ISBN 978-1-84176-480-1
- 2003 – https://books.google.com/books?id=N2MMD0yfxyAC[collegamento interrotto], Oxford, Osprey Publishing. ISBN 978-1-84176-523-5
- 2002 – https://books.google.com/books?id=dPEZ5LYKGZ8C[collegamento interrotto], Oxford, Osprey Publishing. ISBN 978-1-84176-386-6
- 2003 - https://books.google.com/books?id=dPEZ5LYKGZ8C[collegamento interrotto], Oxford, Osprey Publishing. ISBN 978-1-84176-478-8
- 2003 – https://books.google.com/books?id=dPEZ5LYKGZ8C[collegamento interrotto], Oxford, Osprey Publishing. ISBN 978-1-84176-429-0
- 2003 – https://books.google.com/books?id=usxT83j7mt0C[collegamento interrotto], Oxford, Osprey Publishing. ISBN 978-1-84176-573-0
- 2003 – https://books.google.com/books?id=B0FU4u7-z0kC[collegamento interrotto], Oxford, Osprey Publishing. ISBN 978-1-84176-562-4
- 2003 – https://books.google.com/books?id=3MnrpQRV-7wC[collegamento interrotto], Oxford: Osprey Publishing. ISBN 978-1-84176-525-9
- 2003 – Tannenberg 1410: Disaster for the Teutonic Knights, Oxford: Osprey Publishing. ISBN 978-1-84176-561-7; OCLC 51779463
- 2003 – Samurai: The World of the Warrior, Oxford, Osprey Publishing. ISBN 978-1-84176-740-6
- 2004 – https://books.google.com/books?id=sVnXSObRUYIC[collegamento interrotto], Oxford, Osprey Publishing. ISBN 978-1-84176-759-8
- 2004 – Samurai: The Story of Japan's Greatest Warriors, Londra, PRC Publishing Ltd. ISBN 978-1-85648-703-0
  - ristampato da Metro Books, 2013
- 2005 – https://books.google.com/books?id=8n9A-jWUhHMC[collegamento interrotto], Oxford, Osprey Publishing. ISBN 978-1-84603-220-2
- 2005 – https://books.google.com/books?id=EfevtkR8pJkC&dq=Ashikaga+Yoshimitsu&lr=&source=gbs_summary_s&cad=0[collegamento interrotto], Oxford, Osprey Publishing. ISBN 1-84176-743-3
- 2007 - The Great Wall of China 221 BC - AD 1644, Oxford, Osprey Publishing. ISBN 978-1-84603-004-8
- 2008 – The Samurai Swordsman: Master of War, Londra, Frontline Books. ISBN 978-1-84415-712-9; OCLC 181927617
- 2011 - The Revenge of the 47 Ronin, Oxford, Osprey Publishing. ISBN 978-1-84908-427-7
- 2016 - The Genpei War 1180-85: The Great Samurai Civil War, Oxford, Osprey Publishing. ISBN 978-1-47281-384-8

### Articoli
- "Legacy of Centuries: The Walls of Constantinople", Medieval History Magazine (MHM), n. 2, ottobre 2003.
- "Mongol strategy and the Battle of Leignitz 1241", MHM, n. 3, novembre 2003.
- "The Teutonic Knights' battle for Riga", MHM, n. 6, febbraio 2004.
- "The Passing of the Medieval Castle", MHM, n. 9, maggio 2004.
- "St Catherine's Monastery: Sanctuary of Ages", MHM, n. 11, luglio 2004.
- "Fighting Cardinals: Henry Beaufort & Guiliano Cesarini", MHM, n. 13, settembre 2004.
- "A Tale of Two Cities: Siege success and failure at Constantinople and Belgrade", MHM, n. 16, dicembre 2004.
- "The Blunted Arrowhead: The defensive role of the great medieval fortresses of Albania", MHM, n. 17, gennaio 2005.
- "The Ninja: An Invented Tradition?", Journal of Global Initiatives: Policy, Pedagogy, Perspective, vol. 9, n. 1, articolo 3, 2014.

## Premi
- British Association for Japanese Studies, Cannon Prize.[6]
- Japan Festival Literary Award.[4]